# Каффа-Жаку, Ракиату
Ракиату Каффа-Жаку (фр. Rakiatou Christelle Kaffa-Jackou, род. 1965) — нигерский авиаинженер и политик, занимавшая пост министра народонаселения с 2016 года.

## Ранние годы и образование
Каффа-Жаку — старшая из четырёх дочерей политика Санусси Жаку и Франсуазы. Она ходила в миссионерскую школу для девочек в Ниамее. Её сестра Гимбия позже была губернатором Ниамея. Ракиату изучала математику и физику в Университете Абду Мумуни и имеет степень магистра физики. Она также имеет диплом в области авиационной техники Африканской и малагасийской школы метеорологии и гражданской авиации в Ниамее и докторскую степень Национального политехнического института Тулузы по теме «Оптимизация и моделирование безопасности аэропортов».

## Карьера
Каффа-Жаку работала в составе руководства международного аэропорта Диори Амани и в течение девяти лет преподавала в Академии гражданской авиации. Она была назначена в ЭКОВАС в Абудже и отвечала за безопасность гражданской авиации в странах-членах ЭКОВАС. В 2001 году Каффа-Жаку отвечала за создание Air Niger International по запросу правительства Нигера.
Каффа-Жаку стала членом Партии самоуправления Нигера, созданной её отцом. В 2013 году она была назначена заместителем министра промышленного развития, а в 2015 году — министром африканской интеграции. Она была назначена министром народонаселения в 2016 году президентом Махамаду Иссуфу. В апреле 2017 года она выступала на Комиссии ООН по народонаселению и развитию в Нью-Йорке о проблемах и стратегиях управления демографическим бумом в Нигере с темпами роста 3,9%, и возрастным фактором — 50% населения в возрасте до 15 лет, а также поднимала вопросы снижения уровня бедности, младенческой и материнской смертности и увеличения посещаемости школ.

## Личная жизнь
Каффа-Жаку замужем, у неё пять детей.